# Tsimanaspis euphorbiae
Tsimanaspis euphorbiae är en insektsart som beskrevs av Mamet 1959. Tsimanaspis euphorbiae ingår i släktet Tsimanaspis och familjen pansarsköldlöss.
Artens utbredningsområde är Madagaskar. Inga underarter finns listade i Catalogue of Life.